# Waggon- und Maschinenbau GmbH Donauwörth
Waggon- und Maschinenbau GmbH Donauwörth (WMD) – niemieckie przedsiębiorstwo z siedzibą w Donauwörth, działające w latach 1908–1971, które produkowało wagony kolejowe i podzespoły lotnicze.

## Historia
Początki firmy sięgają 1908 roku, kiedy to jej pierwszy właściciel, Josef Scheidemandel, założył swój zakład. W 1965 roku głównym udziałowcem firmy zostało Bölkow GmbH, które z kolei w maju 1968 roku, przejęte przez Messerschmitt AG, stało się częścią koncernu Messerschmitt-Bölkow GmbH, a tenże – po połączeniu w 1969 roku z Hamburger Flugzeugbau GmbH, spółką-córką Blohm & Voss – utworzył koncern Messerschmitt-Bölkow-Blohm GmbH (MBB).
WMD ostatecznie wtopiło się w strukturę MBB, kończąc swój samodzielny byt, w roku 1971.